# Jean-François Gerbillon
Jean-François Gerbillon (Verdun 1654 - Pequín 1707), missioner jesuïta que va desenvolupar una important tasca com a matemàtic i científic a la Xina durant el regnat de l'emperador Kangxi a principis de la dinastia Qing.

## Biografia
Jean-François Gerbillon va néixer el 4 de juny de 1654 a Verdun (Mosa), Grand Est (Lorena)- França. El seu pare va ser conseller real i el seu germà advocat del Parlament de Verdun. Va estudiar filosofia, matemàtiques,gramàtica i teologia a Pont-à-Mousson i a Chaumont-Dijon.
Va entrar a la Companyia de Jesús de Nancy el 6 d'octubre de 1670.
A la Xina va utilitzar el nom de 張誠, Zhang Cheng.
Va morir a Pequín el 25 de març de 1707.

### El matemàtic del Rei
El rei francès Lluís XIV, el seu ministre Jean-Baptiste Colbert i el seu successor François Michel Le Tellier, marquès de Louvois, van preparar el projecte d'una missió científica i religiosa i diplomàtica amb l'objectiu d'establir relacions comercials i polítiques amb Xina. En aquest procés també hi va intervenir la demanda del jesuïta flamenc Ferdinand Verbiest, que mitjançant una carta dirigida als seus superiors i la participació confessor del rei, el Pare Lachaise, va demanar més recursos materials i humans per a la missió a la Xina.
Jean-François Gerbillon va integrar-se a un equip format per cinc jesuïtes matemàtics (Jean de Fontaney, Joachim Bouvet, Louis Le Comte i Claude de Visdelou). Com a objectiu inicial tenien el mandat d'evitar la tutela dels jesuïtes portuguesos, que tenien el monopoli d'actuació a l'Àsia ("padroado") com a resultat del Tractat de Tordesillas de 1494.
El 3 de març de 1685 van sortir del port de Brest per anar fins a Macau. Van arribar a Ningbo el 23 de juliol de 1687 i a Pequín el 1668.

### La relació amb l'emperador Kangxi
Tant Bouvet com Gerbillon que van aprendre el xinès i el manxú, es van guanyar ben aviat la confiança de l'emperador -molt interessat per la ciència europea- a qui van ensenyar geometria i àlgebra, introduint els mètodes moderns del jesuïta Ignace-Gaston Pardies, i també en temes de cartografia i medicina.
El 1693, l'emperador afectat d'una greu malaltia i molta febre no va trobar remei en la medicina tradicional xinesa. Bouvet i Gerbillon li van administrar "quinquina" (cinchona officialis), que Fontaney i Visdelou havien portat a la Cort. El medicament va produir efectes immediats i l'emperador com a mostra de gratitud els va obsequiar amb una casa i uns terrenys, on posteriorment si va construir l'Església de Beitang, o Església del Salvador a Pequín, inaugurada el 9 de desembre de 1703. Tot plegat ho explica amb molt detall Jean de Fontaney en una carta dirigida al Pare Lachaise (pare de La Chasie en l'original) datada el 15 de febrer de 1702.

### El Tractat de Nértxinsk
Gerbillon conjuntament amb el jesuïta portuguès Tomás Pereira i l'ambaixador portuguès Manuel de Saldaña, va participar en el procés de negociació, redacció i traducció del Tractat de Nértxinsk,(1689) que va ser el primer subscrit per la Xina i una potència europea, en aquest cas l'Imperi Rus. Amb la col·laboració dels jesuïtes els documents van ser escrits en llatí, manxú i rus.

### L'activitat religiosa
La bona relació amb l'emperador va facilitar en part l'activitat religiosa de Gerbillon. L'edicte imperial (Edicte de Tolerància) de l'any 1692 que proclamava la llibertat del cristianisme a la Xina, va estar propiciada per l'actuació dels jesuïtes i en especial del Pare Gerbillon. El 1693 l'emperador els va facilitar un lloc i una casa per construir una església. Gerbillon utilitzà la seva influència amb els mandarins de les diferents províncies per afavorir l'establiment de nous bisbes i vicaris.
El 1699 va ser el Superior de la missió francesa a Pequín i el 3 de novembre de 1700 el Prepòsit General, Tirso González de Santalla el va nomenar nomenat Superior de tots els jesuïtes francesos de la Xina.

### Activitat científica
Una de les primeres obres que va escriure en manxú, va ser un petit tractat sobre la digestió dels aliments redactat el 1690 conjuntament amb Joachim Bouvet. Obra escrita amb la col·laboració dels seus professors i amb correccions del mateix emperador.
A part de la seva actuació com a professor en la Cort Imperial, Gerbillon va tenir un paper important com a astrònom, geògraf i cartògraf, amb treballs que van ser publicats en l'enciclopèdia del jesuïta Jean-Baptiste du Halde: "Description géographique, historique, chronologique, politique, et physique de l'empire de la Chine et de la Tartarie chinoise, enrichie des cartes générales et particulieres de ces pays, de la carte générale et des cartes particulieres du Thibet, et de la Corée" del 1735.
També ha petició de l'emperador Kangxi va fer mapes de tots els territoris conquistats en el territori de l'actual Mongòlia, amb anotacions que descriuen amb detall la geografia, la fauna i la flora, les poblacions i el clima. Entre altres europeus va ser un dels exploradors que va contribuir al coneixement del desert del Gobi.